# Wolfgang Seibel (Jesuit)
Wolfgang Seibel SJ (* 3. Mai 1928 in Hauenstein (Pfalz); † 17. März 2024 in Haar) war ein deutscher Jesuit und Publizist. Seibel war einer der Mitinitiatoren und erster Leiter der katholischen Journalistenschule ifp in München.

## Leben
Wolfgang Seibel wuchs als ältestes von sechs Kindern des Politikers Hermann Seibel in der Pfalz auf. Er wurde als 16-jähriger 1944 als Luftwaffenhelfer eingezogen und machte 1947 im Kolleg St. Blasien das Abitur. Er studierte als Priesteramtskandidat des Bistums Speyer Theologie, zunächst an der Hochschule St. Georgen in Frankfurt am Main und dann als Kollegiat des Germanicum an der Päpstlichen Universität Gregoriana in Rom. Die Priesterweihe empfing er am 10. Oktober 1953 durch Kurienkardinal Clemente Micara. 1955 wurde er mit einer Studie über Ambrosius von Mailand zum Dr. theol. promoviert, im selben Jahr trat er ins Noviziat der Jesuiten ein.
Von 1962 bis 1965 war er Berichterstatter des Zweiten Vatikanischen Konzils in Rom. Von 1966 bis 1998 war er Chefredakteur der in München erscheinenden Zeitschrift Stimmen der Zeit. Er war Leiter des im Auftrag der katholischen Deutschen Bischofskonferenz gegründeten Instituts zur Förderung publizistischen Nachwuchses e.V. (Fifp), der katholischen Journalistenschule in München, von der Gründung 1968 bis 1991. Im September 2003 zog er in die Kommunität des Berchmanskollegs.
Seibel starb am 17. März 2024 im Alter von 95 Jahren. Sein Lebenswerk als Journalistenlehrer und Jesuit und sein weit über die katholische Kirche hinaus reichendes Wirken wurde in zahlreichen Medien gewürdigt.
Nach ihm wurde schon zu seinen Lebzeiten der Pater-Wolfgang-Seibel-Preis benannt (2004), der vom Förderverein des Instituts gestiftet wurde. Die Auszeichnung ist als Nachwuchspreis für junge Journalisten gedacht.

## Veröffentlichungen (Auswahl)
- Fleisch und Geist beim Heiligen Ambrosius. München 1958 (zugleich Diss.).
- Martin Luther. Wandlungen des Lutherbildes. Kevelaer 1962.
- Ein Briefwechsel zum Konzil. Die 1. Konzilstagung im Blickpunkt der öffentlichen Meinung. aulus Verlag, Recklinghausen 1963.
- Zwischenbilanz zum Konzil. Berichte und Dokumente der deutschen Bischöfe. Paulus Verlag, Recklinghausen 1963.
- Johannes XXIII. Der Papst des Überganges in eine neue Zeit. Würzburg 1964.
- Katholisch – protestantisch. Unterschiede in Glaube und Dogma. Kevelaer 1964.
- zusammen mit Gunther Wenz (Hrsg.): Was schulden die Christen der Welt? Weitergabe des Glaubens und Weltverantwortung. Regensburg 1998.
- Die Deutsche Synode – vergangen und vergessen?: Im Gespräch mit Andreas R. Batlogg SJ. In: Stimmen der Zeit. Heft 1/2011, S. 13–29